# Ernst Otto Fischer
Ernst Otto Fischer (10 tháng 11 năm 1918 – 23 tháng 7 năm 2007) là nhà hóa học người Đức đã đoạt Giải Nobel Hóa học năm 1973 cho công trình tiên phong trong lĩnh vực Hóa học cơ kim (organometallic chemistry).

## Tiểu sử
Fischer sinh tại Solln, gần München, là con của Karl T. Fischer, giáo sư Vật lý học ở Đại học Kỹ thuật München (Technische Universität München), và Valentine nhũ danh Danzer. Ông tốt nghiệp trung học phổ thông (tú tài) năm 1937. Trước khi hoàn tất 2 năm nghĩa vụ quân sự, thì Chiến tranh thế giới thứ hai nổ ra, nên ông được đưa sang các chiến trường ở Ba Lan, Pháp và Nga. Cuối năm 1941 ông bắt đầu học Hóa học ở Đại học Kỹ thuật München. Sau khi chấm dứt chiến tranh, ông được quân đội Hoa Kỳ thả vào mùa thu năm 1945 và ông lại tiếp tục học đại học, tốt nghiệp năm 1949.

## Sự nghiệp
Fischer đã làm luận án tiến sĩ của mình khi làm phụ tá cho giáo sư Walter Hieber ở Viện Hóa học vô cơ. Bản luận án của ông mang tên "The Mechanisms of Carbon Monoxide Reactions of Nickel(II) Salts in the Presence of Dithionites and Sulfoxylates". Sau khi nhận bằng tiến sĩ năm 1952, ông tiếp tục nghiên cứu về hóa học cơ kim của kim loại chuyển tiếp và được trình bày trong bản luận văn giảng viên của mình về "The Metal Complexes of Cyclopentadienes and Indenes". rằng cấu trúc mà Pauson và Kealy mặc nhiên công nhận, có thể là sai lầm. Ngay sau đó, ông xuất bản các dữ liệu kết cấu của ferrocene, cấu trúc kẹp vào giữa của hợp chất η5 (pentahapto). Ông được bổ nhiệm làm giảng viên ở Đại học Kỹ thuật München năm 1955, tới năm 1957 là giáo sư, năm 1959 là giáo sư C4. Năm 1964 ông nắm ghế giáo sư Hóa vô cơ ở Đại học Kỹ thuật München.
Năm 1964, ông được bầu làm thành viên của Phân ban Toán học/Khoa học tự nhiên thuộc Viện Hàn lâm Khoa học Bayern. Năm 1969 ông được bổ nhiệm làm thành viên của Viện Hàn lâm Leopoldina các nhà nghiên cứu Khoa học tự nhiên Đức (Deutsche Akademie der Naturforscher Leopoldina) và năm 1972 ông được Phân khoa Hóa và Dược học Đại học München trao bằng tiến sĩ danh dự.
Ông đã giảng dạy khắp thế giới về "phức kim" (metal complexes) của cyclopentadienyl, indenyl, arenes, olefins, và carbonyls kim loại. Trong thập niên 1960 nhóm của ông đã khám phá ra một alkylidene kim loại và các phức kim alkylidyne, sau đó được gọi là Fischer carbene và Fischer-carbyne.
Tính chung, ông đã xuất bản khoảng 450 bài báo và đã đào tạo nhiều sinh viên tiến sĩ và sau tiến sĩ, nhiều người trong số họ đã có sự nghiệp nổi tiếng. Ông đã nhiều lần giảng dạy ở nước ngoài, trong đó có chức giảng viên Firestone tại Đại học Wisconsin–Madison (1969), giáo sư thỉnh giảng tại Đại học Florida (1971), và giáo sư thỉnh giảng tại Học viện Công nghệ Massachusetts (1973).
Ông đã đoạt nhiều giải thưởng, trong đó có Giải Nobel Hóa học năm 1973 chung với Geoffrey Wilkinson cho công trình nghiên cứu về các hợp chất cơ kim (organometallic compounds).

## Từ trần
Ông từ trần ngày 23 tháng 7 năm 2007 ở München. Khi từ trần, Fischer là người Đức đoạt giải Nobel sống lâu nhất. Sau ông là Manfred Eigen, người cũng cùng đoạt giải Nobel Hóa học năm 1967 và trẻ hơn Fischer 9 tuổi.